# Олександрійський краєзнавчий музей імені Худякової Антоніни Федорівни
Олександрі́йський краєзна́вчий музе́й імені Худякової Антоніни Федорівни (Олександрійський міський краєзнавчий музей; Олександрійський краєзнавчий музей) — районний краєзнавчий музей у місті Олександрія Кіровоградської області, значне зібрання матеріалів і предметів з природи, історії і побуту міста, персоналій з ним пов'язаних.

## Загальна інформація
Олександрійський краєзнавчий музей розташований за адресою: вул. Перспективна, 14, м. Олександрія (Кіровоградська область)-28008, Україна.
Основними завданнями діяльності закладу є: культурно-освітня, науково-дослідницька, комплектування музейних зібрань, експозиційна, фондова, реставраційна, пам'яткоохоронна робота.

## З історії закладу
Олександрійський краєзнавчий музей відкрився у червні 1967 року. Ініціаторами його створення стали любителі історії рідного краю Н. Луценко, К. Лантух, Д. Бернадський, Ф. Мержанов, О. Жарій. Вони не шкодували свого часу і сил для того, щоб зібрати тисячі експонатів, створити експозиції музею. Музей працював на громадських засадах. Директорами його в різний час були Н. Луценко, П. Прохоренко, П. Крамаренко, А. Малоок, А. Худякова, А. Груша.
Музей завжди був осередком гуртування місцевих митців, на його базі навіть тривалий час існував клуб «У світі прекрасного».
Від серпня 1991 року Олександрійський краєзнавчий музей став міським музеєм комунальної власності. Його постійний штат утримується виключно за рахунок міського бюджету.
Наприкінці 2000-х рр. заклад набув статусу районного краєзнавчого музею.
За підсумками обласного огляду-конкурсу базових музеїв районного, міського рівнів, громадських музеїв, проведеного всередині 2009 року, Олександрійський краєзнавчий музей визнано найкращим музеєм Кіровоградщини. 18 травня, у Міжнародний день музеїв, у приміщенні Кіровоградського обласного художнього музею колективам найкращих музеїв області вручені дипломи управління культури і туризму ОДА, а Олександрійському краєзнавчому музею, крім диплому, вручено також подяку управління культури і туризму ОДА за внесок у розвиток духовності та зміцнення моральних засад суспільства.

## Експозиція, фонди і діяльність
Олександрійський краєзнавчий музей має відділи історії, природи та етнографії. У теперішній час у музеї нараховується понад 15 тисячь предметів основного фонду та 4 тисячі одиниць допоміжного фонду.
Структура основного фонду складається з речових, образотворчих, декоративно-прикладних, письмових, нумізматичних, нагрудних знаків, археологічних, фото-фоно, природничих фондів.
Наукова та збиральницька робота направлена на розробку основних тем: «Знамениті земляки», «Державотворчий процес в Україні», «Екологія рідного краю», задля чого у закладі постійно організовуються і проводяться заняття, лекції, тематичні екскурсії, надання різноманітної допомоги учням, студентам тощо.
Унікальні (оригінальні) експонати Олександрійського краєзнавчого музею: палеонтологічні та археологічні знахідки, нумізматичні, унікальні фотографії, зразки зброї, речі космонавтів, що побували в космосі, ордени, медалі, альбоми, книги тощо.
Особлива увага приділена в музеї знаменитим землякам і простим людям, які представлені в безлічі фотокарток та документів. Побутові умови олександрійців показано в ретроспективній колекції прасок, самоварів, побутової техніки ХХ століття, рушників та одягу селян XIX століття.
Окремий стенд присвячений землякам-холодноярцям і стенд отамана Пилипа Хмари, що родом із села Цвітного, де нині дуже вшановують героя боротьби за незалежність України.
Дуже інформативними і багатими на предмети і матеріали є стенди, присвячені садибі Раєвських в Розуміївці, експозиція про громадянську війну в Україні (особливо виділяються експонати гроші батька Махна) з написом: «Ой куме не журися, в Махна гроші завелись»), стенд про жахіття Голодомору.
У музеї зберігаються матеріали, присвячені відвідинам міста Тарасом Шевченком, Пантелеймоном Кулішем, про відомого земляка-сучасника генерала Бориса Кузика, що і нині не забуває рідні краї.
Основою етнографічного відділу музею є окремий зал, що реалістично відтворює інтер'єр типового житла українських селян Олександрійщини, разом з його мешканцями.
Цікаво в експозиції музею представлена і місцева геральдика, яка твориться просто на очах — герби має не лише районний центр та район, але й окремі села та заклади освіти, і навіть сам Олександрійський районний краєзнавчий музей (створений Василем Білошапкою).
За останні роки в музеї організовано більше ніж 100 виставок різної тематики. Це й тематичні виставки і виставки творчих робіт місцевих художників, народних умільців, нумізматів, презентації книг-спогадів учасників Великої Вітчизняної війни. В музеї постійно працюють клуби творчої інтелігенції, юного еколога.

## Виноски
1. ↑  таку назву наведено в переліку [Архівовано 18 жовтня 2009 у Wayback Machine.] на Офіційний вебсайт Міністерства культури і туризму України [Архівовано 21 жовтня 2011 у Wayback Machine.]
2. ↑  Художники Олександрії [Архівовано 8 червня 2016 у Wayback Machine.] на Олександрійський інформаційно-ресурсний центр (Офіційний вебресурс Олександрійської міської центральної бібліотеки ім. О. С. Пушкіна) [Архівовано 6 березня 2011 у Wayback Machine.]
3. ↑  Олександрійський районний краєзнавчий музей став найкращим музеєм Кіровоградщини[недоступне посилання з липня 2019] // повідомл. за 20 травня 2009 року на Новини на www.kirovograd.proua.com [Архівовано 27 червня 2009 у Wayback Machine.]
4. ↑  Олександрівський краєзнавчий музей створений з любов'ю // новина за 13 жовтня 2008 року на www.turline-ua.blogspot.com Туризм в Україні
5. ↑  Олександрійський краєзнавчий музей[недоступне посилання з вересня 2019] на Сайт олександрійської міської ради